# Дудаш, Йожеф
Йожеф Дудаш (венг. Dudás József; 22 сентября 1912, Марошвашархей — 19 января 1957, Будапешт) — румынский и венгерский политический активист, участник коммунистического подполья, затем непримиримый антикоммунист. Занимал самые радикальные позиции в Венгерском восстании 1956 года. Возглавил группу бойцов, командовал массовыми погромами и убийствами сотрудников коммунистической госбезопасности. Возглавлял один из революционных комитетов, сформулировал и огласил политическую программу повстанцев. После подавления восстания арестован и казнён.

## Коммунист в Румынии
Родился в рабочей семье трансильванских венгров. В 14-летнем возрасте примкнул к рабочему движению. Глубоко проникся коммунистическими идеями, состоял в нелегальной компартии Румынии. Был организатором забастовочного движения. За подпольную коммунистическую деятельность в 1933 году был арестован румынскими властями и приговорён к 9-летнему заключению. В 1939 освобождён по амнистии.
Когда в 1940 году Трансильвания была передана в состав Венгрии в результате Второго Венского арбитража, Йожеф Дудаш перебрался в Будапешт. Без специального образования освоил инженерные навыки, работал механиком на заводе.

## Антифашист в войне
Йожеф Дудаш активно участвовал в венгерском антифашистском движении, был связным коммунистического подполья. Выступал в качестве посредника между руководителями компартии Венгрии Ласло Райком, Дьюлой Каллаи и лидерами Независимой партии мелких хозяев (НПМХ) Золтаном Тилди, Янушем Чорбой.
Тесные связи Дудаша с коммунистами стали известны антинацистски настроенным сторонникам Миклоша Хорти. По их инициативе Дудаш был включён в состав делегации премьер-министра Гезы Лакатоша, проводившей в Москве переговоры о выходе Венгрии из Второй мировой войны. Йожеф Дудаш состоял в Венгерском фронте, объединявшем коммунистов, социал-демократов и НПМХ, был одним из основателей просоветского Освободительного комитета Венгерского национального восстания.

## Оппозиционер в Венгрии
После войны Йожеф Дудаш всё более дистанцировался от пришедших к власти коммунистов. Его не устраивали тотальная регламентация, политические репрессии, присутствие на территории Венгрии советских войск. Дудаш вступил в НПМХ и был избран в Правительство Будапешта. Его отношение к партийному режиму Матьяша Ракоши становилось всё более негативным.
Дудаш сблизился с антикоммунистическим подпольем, занялся распространением листовок. В 1947 году он был арестован коммунистической госбезопасностью, но на следующий год освобождён по ходатайству Ласло Райка.
В 1951 году Дудаш был вновь арестован и выдан румынским коммунистическим властям, которые арестовали его по обвинению в провокаторстве в годы войны. Освободившись в 1954, Дудаш вернулся в Венгрию. Работал специалистом по холодильной технике.

## Антикоммунист в восстании

### Командир боевиков

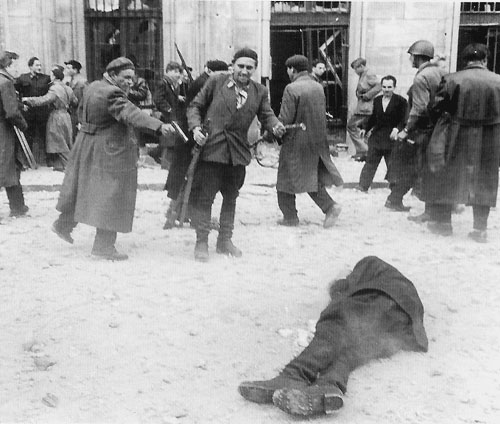
Действия бойцов Дудаша на улицах Будапешта

23 октября 1956 года массовые протесты в Будапеште положили начало Венгерскому антикоммунистическому восстанию. Йожеф Дудаш немедленно примкнул к движению, участвовал в демонстрациях, выступал на митингах с призывами к свержению коммунистической власти. Он занимал самые радикальные позиции, отказывался от каких-либо компромиссов, не признавал правительства Имре Надя и военного руководства Пала Малетера.
Йожеф Дудаш сформировал собственный отряд антикоммунистических бойцов примерно из 400 человек, отличавшихся особой жестокостью.

Дудашевцы прославились особенно зверскими расправами над сотрудниками госбезопасности. Да и обычным коммунистам пришлось от них несладко. Чему тут удивляться? Никто не ненавидит «самое передовое учение» сильнее бывших фанатиков коммунизма. По возможности «авоши» и партаппаратчики старались сдаться кому угодно — рабочим, военным, хоть хортистам — лишь бы не попасть в руки недавнего партийного товарища. Боевики Дудаша представляли самое радикальное крыло Венгерской революции.

Под контролем Дудаша находился II район Будапешта, включающий стратегически важные площади Сена и Москвы. Среди командиров особое место занимал Янош Сабо, а также Роберт Бан, Енё Фонаи, Кемаль Экрем.
В результате налёта боевиков Дудаша на здание Государственного банка Венгрии, была захвачена сумма около 1 млн форинтов — эти деньги пошли на вербовку сторонников.

### Автор повстанческой программы
Йожеф Дудаш возглавил Национальный революционный комитет II района Будапешта, от имени которого выступил 29 октября 1956 с программой из 25 пунктов. Были выдвинуты следующие требования:
- введение многопартийной системы
- создание коалиционного правительства, представляющего участников восстания (но в то же время включающего Имре Надя, Белу Ковача и даже Яноша Кадара)
- предоставление прав самоуправления рабочим, студенческим, крестьянским и солдатским советам
- безоговорочный роспуск Управления госбезопасности
- свобода слова, печати, собраний, совести
- вывод советских войск из Венгрии
- выход Венгрии из Варшавского договора, внешнеполитический нейтралитет по австрийской модели

Оглашённая Дудашем программа была разослана правительствам всех стран — членов ООН.
Под контролем Дудаша начался выпуск газеты «Венгерская независимость» (венг. Magyar Függetlenség). Первый же заголовок которой гласил «Мы не признаём нынешнее правительство!» (речь шла о правительстве Имре Надя). Газета печаталась тиражом 50 тысяч экземпляров в захваченной боевиками Дудаша типографии газеты «Свободный народ» (Szabad Nép) — центрального органа коммунистической ВПТ.
При этом Йожеф Дудаш, выступая от имени своего ревкома, держался вне политических партий. Он исходил из того, что ближайшие цели всех демократических партий едины, а детальная разработка партийных программ — дело будущего.

### Наблюдения польского поэта
Высокий, широкоплечий, темноволосый, с выразительным, хотя скорее отталкивающим, широким скуластым лицом. Тирольская шляпа, пальто наброшено на плечи, как романтический плащ, пистолет за поясом, чёрные краги. Он входит в комнату в окружении свиты, среди его приближённых — молодая женщина, набожно записывающая каждое слово вождя.

Мы просим Дудаша очертить характер его движения. Не задумываясь, он даёт четыре эпитета: национальное, революционное, демократическое, социалистическое.

— Мы исходим, — заканчивает Дудаш, — из требований жизни, из общественной целесообразности, из интересов рабочего класса и крестьянства и при этом стоим на платформе национального единства.

…Над приёмником склонился худой брюнет в солдатской гимнастерке: я знаю, что это талантливый молодой пианист, несколько дней назад — рядовой венгерской армии, теперь — подчинённый одного из повстанческих вождей Йожефа Дудаша. Другой «дудашевец», плотный, щербатый, светловолосый, с револьвером за пазухой и фотоаппаратом «Киев» через плечо… Из разговоров ясно, что мыслят они открыто и, во всяком случае, не в лозунгах мракобесия. Среди них есть и члены партии. Никак не сообразуешь этих парней с расхожим мнением, будто группа Дудаша — это фашисты.

Виктор Ворошильский

### Отстранение и арест
Однако вскоре Дудаш приобрёл отрицательную репутацию среди революционеров, так как вступил в переговоры с командованием советских войск, настаивая на своём признании в качестве руководителя Венгрии вместо Надя. В отряде возник раскол. Кроме того, Дудашу не удалось завоевать авторитет в венгерской интеллигенции. Либеральные интеллектуалы относились к нему крайне негативно, считали авантюристом и сравнивали с Муссолини.
3 ноября заместитель Йожефа Дудаша Андраш Ковач отстранил его от командования отрядом. На следующий день Дудаш был ранен в боестолкновении с советскими войсками и помещён в госпиталь.
После военного поражения Йожеф Дудаш был обнадёжен первыми обращениями Яноша Кадара. Он рассчитывал, что общее антифашистское прошлое и враждебность к свергнутому режиму Ракоши позволит договориться с партией Кадара ВСРП и новым правительством.
21 ноября Дудаш был приглашён в здание венгерского парламента на встречу Кадара с представителями рабочих советов и революционных комитетов. Там он был немедленно арестован советскими офицерами.

## Суд и казнь
Йожеф Дудаш был включён в т. н. список «список Маленкова» — перечень «опасных контрреволюционеров», которых советское руководство распорядилось казнить. На суде Дудаш держался жёстко, называл себя пролетарским революционером, социалистом и заявлял, что готов умереть во имя венгерской свободы. Поражение восстания он объяснял неблагоприятно сложившейся международной обстановкой.

Мы ни на йоту не отступали от принципов и достижений социализма. Пролетарская революция, социалистическое государство, бесклассовое общество, свободное развитие всех меньшинств — вот идеалы и принципы, которым я присягнул на верность…

Причина революции — антинародная политика клики Ракоши—Герё. Я примкнул к революции с чистой совестью. Если мне суждено умереть, то за свободу Венгрии, а не за власть над Венгрией. Я верю в венгерских трудящихся и их будущую победу. Контрреволюция пытается оправдаться, осудив меня. Но пролетарское общество воздаст по справедливости всем.

Йожеф Дудаш

14 января 1957 Йожеф Дудаш был приговорён к смертной казни. 19 января приговор привели в исполнение. Вместе с Йожефом Дудашем был казнён Янош Сабо, оба похоронены в одной могиле.

## Семья
Йожеф Дудаш был женат на Йожефне Дудаш (урождённой Инжель). Йожефне Дудаш была единомышленницей и соратницей мужа. В браке супруги Дудаш имели троих детей.
Скончалась Йожефне Дудаш в 2008 году в возрасте 90 лет.

## Память
26 октября 1991 года, после смены общественного строя в Венгрии, во II районе Будапешта был установлен памятный знак Йожефу Дудашу.
В 1995 году в Венгрии был снят фильм Akit a vihar felkapott — Кто выбрал бурю — о Йожефе Дудаше в восстании 1956 года. В создании фильма участвовала Йожефне Дудаш.